# 108
108（百八、ひゃくはち）は自然数、また整数において、107の次で109の前の数である。

## 性質
- 108は合成数であり、約数は1, 2, 3, 4, 6, 9, 12, 18, 27, 36, 54, 108である。
  - 約数の和は280。
  - 25番目の過剰数である。1つ前は104、次は112。
  - 約数を12個もつ6番目の数である。1つ前は96、次は126。
  - 約数の積の値がそれ以前の数を上回る20番目の数である。1つ前は96、次は120。(オンライン整数列大辞典の数列 A034287)
- 35番目のハーシャッド数である。1つ前は102、次は110。
  - 9を基とする11番目のハーシャッド数である。1つ前は90、次は117。
- 108 = 11 × 22 × 33
  - nn の積とみたとき1つ前は4、次は27648。
  - a = 1 のときの a 1 × (a + 1)2 × (a + 2)3 の値とみたとき自然数の範囲では最小、次は1152。(オンライン整数列大辞典の数列 A101213)
  - n = 1 のときの 1n × 2n+1 × 3n+2 の値とみたとき1つ前は18、次は648。この数は 3 × 6n+1 で表せる。(オンライン整数列大辞典の数列 A169604)
- 108 = 22 × 33
  - 2つの異なる素因数の積で p 3 × q 2 の形で表せる2番目の数である。1つ前は72、次は200。(オンライン整数列大辞典の数列 A143610)
  - 2i × 3 j (i ≧ 1, j ≧ 1) の形で表せる10番目の数である。1つ前は96、次は144。(オンライン整数列大辞典の数列 A033845)
  - 2i × 3 j (i ≧ 0, j ≧ 0) の形で表せる21番目の数である。1つ前は96、次は144。(オンライン整数列大辞典の数列 A003586)
    - この数で表せるN進法での逆数は有限小数になる。
例．1/108 = 1/300(6) = 0.002(6) 、1/108 = 1/90(12) = 0.014(12)
- 2番目のアキレス数である。1つ前は72、次は200。
- 108 = 4 × 33
  - n = 3 のときの 4n 3 の値とみたとき1つ前は32、次は256。(オンライン整数列大辞典の数列 A033430)
- 108 = 33 + 33 + 33 + 33
  - 4つの正の数の立方数の和で表せる22番目の数である。1つ前は107、次は119。(オンライン整数列大辞典の数列 A003327)
- 108 = 34 + 33
  - n = 3 のときの n 4 + n 3 の値とみたとき1つ前は24、次は320。(オンライン整数列大辞典の数列 A179824)
  - n = 3 のときの n n + n n+1 の値とみたとき1つ前は12、次は1280。(オンライン整数列大辞典の数列 A055897)
- 108 = 3 × 62
  - n = 6 のときの 3n 2 の値とみたとき、1つ前は75、次は147。(オンライン整数列大辞典の数列 A033428)
  - n = 2 のときの 3×6n の値とみたとき、1つ前は18、次は648。
- 9番目のテトラナッチ数であり、1つ前は56、次は208。
- 1/108 = 0.00925… (下線部は循環節で長さは3)
  - 逆数が循環小数になる数で循環節が3になる5番目の数である。1つ前は74、次は111。(オンライン整数列大辞典の数列 A069105)
- 異なる平方数の和で表せない31個の数の中で29番目の数である。1つ前は96、次は112。
- 108 = 22 + 22 + 102 = 62 + 62 + 62
  - 3つの平方数の和2通りで表せる20番目の数である。1つ前は107、次は113。(オンライン整数列大辞典の数列 A025322)
- n = 108 のとき n と n − 1 を並べた数を作ると素数になる。n と n − 1 を並べた数が素数になる13番目の数である。1つ前は102、次は112。(オンライン整数列大辞典の数列 A054211)
- n = 108 のとき n と n + 1 を並べた数を作ると素数になる。n と n + 1 を並べた数が素数になる17番目の数である。1つ前は102、次は120。(オンライン整数列大辞典の数列 A030457)
  - n = 108 のとき n と n − 1 および n と n + 1 を並べた数が素数になる4番目の数である。1つ前は102、次は180。(オンライン整数列大辞典の数列 A068700)
例．108107 と 108109 は素数。またこの2つの素数は双子素数である。
- 108 = 122 − 36
  - n = 12 のときの n 2 − 36 の値とみたとき1つ前は85、次は133。(オンライン整数列大辞典の数列 A098847)
- 正五角形の内角は108°である。
  - 正 n 角形において内角が度数法で整数になる3番目の角度である。1つ前は90°、次は120°。(オンライン整数列大辞典の数列 A110546)
- 約数の和が108になる数は2個ある。(85, 107) 約数の和2個で表せる10番目の数である。1つ前は104、次は114。

## その他 108 に関連すること
- 西暦108年
- 紀元前108年
- へプトミノの総ピース数。
- 正五角形の内角は108°である。
- 銀の原子量は約108である。

ポリオミノの1種、ヘプトミノには108のピースがある

- 年始から数えて108日目は4月18日、閏年では4月17日。
- 第108番元素はハッシウム（Hs）である。
- 第108代天皇は後水尾天皇である。
- 第108代ローマ教皇はマリヌス1世（在位：882年12月16日～884年5月15日）である。
- 警察庁広域重要指定108号事件は永山則夫連続射殺事件である。
- クルアーンにおける第108番目のスーラは潤沢である。
- 煩悩の数。他にも諸説ある。
- 数珠の玉の数。
- 除夜の鐘が撞かれる回数。上記の煩悩の数に由来する説や、四苦八苦（4 × 9 + 8 × 9 = 108）から来ているという説がある。
- アメリカ合衆国のロックバンド。名前は上記の意味より。108 (バンド)を参照。
- 野球の硬式球の縫い目の数。
- ゴルフのホールの直径は108mm。
- 茶寿：108歳のお祝い。草冠「艹」を「十十」、「𠆢」を「八」、「ホ」を「十八」と見なし、「十 + 十 + 八十八 = 108」になることから。
- 東野交通株式会社の車体には社名の語呂合わせである108が表記されている。
- 水滸伝に登場する好漢達の人数。天罡星三十六星、地煞星七十二星で合わせて百八星と称される。水滸伝百八星一覧表。
- 『テニスの王子様』に登場する石田銀の必殺技である波動球は百八式まで存在する。
- 詩人ホメロスの『オデュッセイア』でオデュッセウスが留守中にペネロペに求婚した「求婚者たち」の数。
- 『ベムベムハンターこてんぐテン丸』で、「妖怪王国」の「おそれ山」に封印しながらも、テン丸の不注意で人間界に逃がしてしまった妖怪の総数。
- 『高速戦隊ターボレンジャー』で、最大の封印「大封印」に閉じ込めた「暴魔獣」の総数。
- 『仮面ライダードライブ』で、怪人「ロイミュード」の総数。
- 『ポケットモンスターシリーズ』に登場するポケモン・ミカルゲを構成する魂の総数。
- アメリカ合衆国のテレビドラマのLOSTで度々登場する謎の数字「4・8・15・16・23・42」を全て足した数。
- カードゲームUNOのカードの枚数。
- 2011年のジロ・デ・イタリアレース中に事故死したワウテル・ウェイラントのゼッケン番号。ジロ・デ・イタリア初の永久欠番となった。
- 平成が始まった1989年1月8日のMMDDである。
- ソナーポケットの28枚目のシングル『108～永遠～』(2018年3月28日)、108人の薔薇が告白する数も多くなるPV。
- オンライン整数列大辞典の数列 A000108は、カタラン数。